# Knoxville Cherokees
Knoxville Cherokees var ett amerikanskt professionellt ishockeylag som var ett av originallagen till den amerikanska ishockeyligan East Coast Hockey League och spelade där mellan 1988 och 1997. De spelade sina hemmamatcher i inomhusarenan Knoxville Civic Coliseum i Knoxville i Tennessee. 1997 blev ägarna Warren Payne och Dr. John Staley informerade om att staden Knoxville inte var beredda att renovera inomhusarenan och de två började titta på två alternativ, den ena var Fayetteville i North Carolina och den andra var Florence i South Carolina. De valde till slut Florence eftersom Fayetteville hade redan ett ishockeylag i Fayetteville Force som hade anslutit sig tidigare under året till Central Hockey League (CHL). Knoxville Cherokees blev Pee Dee Pride och spelade där fram till 2005, dock hette de Florence Pride för säsongen 2003-2004. Cherokees var under sin existens sekundär samarbetspartner till Tampa Bay Lightning och Los Angeles Kings i National Hockey League (NHL) och vann aldrig ECHL:s slutspel (Riley Cup). 2005 fick Pride ny ägare som beslutade att flytta laget till staden Myrtle Beach dock kom man aldrig till spel och var i hiatus fram till 2009 på grund av bygget av den påtänkta arenan drogs med bland annat byråkratiska problem.
De spelare som spelade för dem är bland andra Mike Greenlay, Paul Laus, Sean Pronger och Manon Rhéaume.